# Fa Tsuan Wang
Fa Tsuan Wang (1899-1985)  foi um botânico e taxonomista da República Popular da China. O cientista fez parte do "Intitute of Systematic Botany" e da "Academia Sinica" 

## Trabalhos publicados
- Contributions to the Knowledge of Eastern Asiatic Orchidaceae II. Tang Tsin, Wang Fa-Tsuan, Acta Phytotaxonomica Sinica 1951 1(1): 23-102.The Editorial Office, Journal of Systematics and Evolution, Institute of Botany, CAS, Xiangshan, Beijing, China.
- Notes on Chinese Liliaceae X. Wang Fa-Tsuan, Tang Tsin, Acta Phytotaxonomica Sinica 1951 1(1): 119-120.The Editorial Office, Journal of Systematics and Evolution, Institute of Botany, CAS, Xiangshan, Beijing, China.
- Two New Useful Plants from Chin-fu Shan, South Szechuan.Wang Fa-Tsuan, Tang Tsin, Acta Phytotaxonomica Sinica 1951 1(1): 127-128 The Editorial Office, Journal of Systematics and Evolution, Institute of Botany, CAS, Xiangshan, Beijing, China.
- Two New Sedges from Hopei. Wang Fa-Tsuan, Tang Tsin, Acta Phytotaxonomica Sinica 1951 1(1): 133-134 The Editorial Office, Journal of Systematics and Evolution, Institute of Botany, CAS, Xiangshan, Beijing, China.

### Livros
- fa-tsuan Wang, sing-chi Chen, ching-yu Chang, lun-kai Dai, sung-yun Liang, yen-chen Tang, liang Liou, kai-yung Lang. 1978. Flora reipublicae popularis Sinicae delectis florae reipublicae popularis Sinicae agendae academiae Sinicae edita: Tom 15. Angiospermae. Monocotyledoneae. Liliaceae (2). Vol. 15 de Flora reipublicae popularis Sinicae. Ed. Institutum Botanicum Academiae. 280 pp.